# Grace Brown (ouvrière)
Pour les articles homonymes, voir Grace Brown et Brown.
Grace Minerva Brown (Otselic, Comté de Chenango 20 mars 1886 - 11 juillet 1906) est une ouvrière américaine dont le meurtre a servi de base au roman de Theodore Dreiser intitulé Une tragédie américaine (An American Tragedy), publié en 1925 et devenu depuis un classique de la littérature américaine, ainsi qu'au roman historique A Northern Light (2003), un ouvrage de littérature d'enfance et de jeunesse de la romancière américaine Jennifer Donnelly.